# André Petermann
Andreas Emil Petermann (27 septembre 1922, Lausanne, Suisse - 21 août 2011, Lausanne), connu sous le nom d'André Petermann, est un physicien théoricien suisse connu pour avoir introduit le groupe de renormalisation, suggérant un modèle de type quark et des travaux liés au Moment magnétique anomal du muon.

## Biographie
Petermann obtient son doctorat de l'Université de Lausanne en mai 1952 sous la direction d'Ernst Stueckelberg. Les travaux sont financés par la Commission suisse de l'énergie atomique. Après Lausanne, Petermann rejoint l'Université de Manchester, avant de devenir membre du personnel du CERN en 1955. La Division Théorie du CERN est à l'époque encore hébergée à l'Université de Copenhague,. Il est ensuite déplacé à Genève avec les groupes expérimentaux du CERN en 1957.
Conjointement avec son directeur de thèse, Ernst Stueckelberg, en 1953, ils introduisent, et nomment le « groupe de renormalisation », qui décrit le fonctionnement des couplages physiques avec l'énergie,. Il a également, apparemment indépendamment, considéré l'idée de quarks, bien que sous une forme hautement abstraite et spéculative. Petermann soumet un article de quatre pages intitulé " Propriétés de l'étrangeté et une formule de masse pour les mésons vectoriels "  à la revue Nuclear Physics, qui reçoit l'article le 30 décembre 1963, mais ne publie l'article qu'en mars 1965. Dans cet article, Petermann discute de ce qui est connu sous le nom de quarks tel que nommé par Murray Gell-Mann, dont la publication Physics Letters a été soumise au cours des premiers jours de janvier 1964, et des " as " tels que nommés par George Zweig, qui écrit deux CERN -TH prétirage un peu plus tard en 1964.
On se souvient également de Petermann pour son calcul pionnier de la correction de l'ordre suivant à l'ordre supérieur du moment dipolaire magnétique anormal du muon.
Petermann n'était pas cohérent lors de la signature de ses articles scientifiques; au début de sa carrière, il utilise Petermann, puis Peterman et plus tard, il alterne entre les deux formes. Une liste de ses travaux peut être trouvée dans la base de données de littérature INSPIRE-HEP.